# Kiriakoulis Mavromichalis

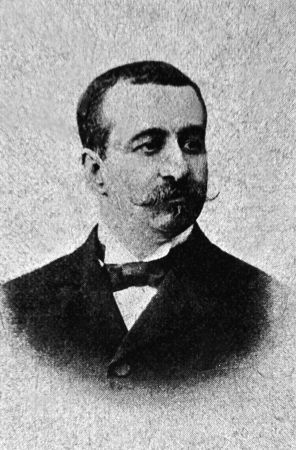
Kiriakoulis Mavromichalis in 1896.

Kiriakoulis Petrou Mavromichalis (Grieks: Κυριακούλης Μαυρομιχάλης) (Athene, 1849 of 1850 - 20 januari 1916) was een Grieks politicus die van 1909 tot 1910 als eerste minister diende.
Hij was een oudoom van Aspasia Manos die huwde met koning Alexander van Griekenland.

## Levensloop
Hij stamde uit de bekende familie Mavromichalis, afkomstig uit Mani, die meevocht tijdens de Griekse Onafhankelijkheidsoorlog.
In 1879 werd hij verkozen in het Parlement van Griekenland en tussen 1895 en 1905 was Mavromichalis met tussenpozen minister van Binnenlandse Zaken en van Defensie. Na de Coup van Goudi door de Militaire Liga en de val van de regering van Dimitrios Rallis, werd Mavromichalis op 28 augustus 1909 tot premier benoemd. 
Na een conflict met de Militaire Liga nam Mavromichalis op 31 januari 1910 ontslag als eerste minister. In 1916 stierf hij te Athene en werd hij met volle eer begraven.
- Gemeinsame Normdatei: 1082573787
- International Standard Name Identifier: 0000 0000 4555 3451
- Library of Congress Control Number: no2002035613
- Virtual International Authority File: 14435432
- WorldCat: E39PBJqK8HdgbXKfhpchwgbfMP